# Jacob Smith
Jacob Smith (Monrovia, California, 21 de enero de 1990) es un exactor estadounidense. Comenzó su carrera cuando era niño, haciendo varias apariciones como invitado en programas de televisión populares antes de ser elegido para interpretar a Owen Salinger en Party of Five, un papel que ocupó durante dos años. Después del final de la serie, Smith apareció en Phantom of the Megaplex, una película original de Disney Channel del año 2000, y luego en Cheaper by the Dozen y su secuela, Cheaper by the Dozen 2, en 2003 y 2005, respectivamente.

## Biografía y carrera
Smith nació en Monrovia, California, el 21 de enero de 1990. Tiene dos hermanos, su hermano Nathan y su hermana Natasha.
Smith comenzó a actuar a los siete años, apareciendo en varias series de televisión, incluidas Walker, Texas Ranger, Party of Five y Step by Step. Durante este período, también protagonizó las películas de televisión Evolution's Child y la producción de Disney Channel Phantom of the Megaplex.
Smith fue elegido para interpretar a Hansel, junto a Taylor Momsen interpretando a Gretel, en la versión cinematográfica de 2002 de Hansel y Gretel, que tuvo un estreno limitado en cines en octubre de 2002. Posteriormente, fue elegido para interpretar a uno de los doce niños en la comedia familiar Cheaper by the Dozen, que se estrenó en diciembre de 2003 y se convirtió en un éxito de taquilla, dándole a Smith renombre entre el público preadolescente. En 2004, tuvo un papel menor en la película Troya y apareció en la serie de televisión Sin rastro. Luego repitió su papel de Jake Baker en Cheaper by the Dozen 2, que se estrenó en diciembre de 2005 y tuvo un buen desempeño en taquilla.

## Filmografía
| Año                    | Película                | Papel                    | Notas                         |
| ---------------------- | ----------------------- | ------------------------ | ----------------------------- |
| 1998                   | Small Soldiers          | Timmy Fimple             |                               |
| 1998                   | Nowhere to Go           | Steven                   |                               |
| 1999                   | Evolution's Child       | Adam Cordell             | Película de televisión        |
| 2000                   | Phantom of the Megaplex | Brian Riley              | Película de televisión        |
| 2002                   | Dragonfly               | Ben                      |                               |
| 2002                   | Hansel and Gretel       | Hansel                   |                               |
| 2003                   | Cheaper by the Dozen    | Jake Baker               |                               |
| 2004                   | Troy                    | Chico mensajero          |                               |
| 2005                   | Cheaper by the Dozen 2  | Jake Baker               |                               |
| Televisión             |                         |                          |                               |
| Año                    | Título                  | Papel                    | Notas                         |
| 1998-2000              | Party of Five           | Owen Salinger            | 40 episodios (Temporadas 5-6) |
| Apariciones especiales |                         |                          |                               |
| Año                    | Título                  | Papel                    | Episodios                     |
| 1997                   | Walker, Texas Ranger    | Ross Sloan               | Iceman                        |
| 1997                   | Step by Step            | Kenny/Niño en una fiesta | Dream Lover                   |
| 1998                   | Hyperion Bay            | Niño en un tour          | Static                        |
| 2001                   | Becker                  | Jared                    | Elder Hostile                 |
| 2001                   | Once and Again          | Jamie Blue               | Pictures                      |
| 2002                   | Once and Again          | Jamie Blue               | One Step (Parent) Backward    |
| 2002                   | Family Law              | Justin Rollins           | Blood and Water               |
| 2002                   | Push, Nevada            | Joven Jim                | The Letter of the Law         |
| 2003                   | Miracles                | Tommy Ferguson           | The Ferguson Syndrome         |
| 2003                   | Miracles                | Tommy Ferguson           | Little Miss Lost              |
| 2003                   | Miracles                | Tommy Ferguson           | Paul Is Dead                  |
| 2004                   | Without a Trace         | Matt Palmer              | Bait                          |
| 2006                   | Secrets of a Small Town | Peter Rhodes             | Piloto                        |